# Nieuw-Zeelandse zeepok
De Nieuw-Zeelandse zeepok (ofwel: het sterretje) (Austrominius modestus) is een zeepokkensoort uit de familie van de Elminiidae. De wetenschappelijke naam van de soort werd in 1854 voor het eerst geldig gepubliceerd door Charles Darwin. In Nederland komt deze soort algemeen voor langs de kust van Groningen; Noord-Holland; Zuid-Holland en Zeeland.

## Beschrijving
De Nieuw-Zeelandse zeepok is een kleine zeepok, 5-10 mm in diameter, en gekenmerkt door slechts vier verkalkte schelpplaten. De lichaamsvorm is laag en conisch met een grote ruitvormige operculaire opening. Bij jonge zeepokken zijn de kalkplaten glad en heeft de onderrand van elk een inkeping in het midden. De kalkplaten van oudere individuen hebben gemarkeerde verticale richels die de zeepokken een onregelmatige, ongeveer cirkelvormige rand geven. De jongen zijn opaalachtig grijsachtig wit van kleur, terwijl de volwassenen grauw grijsbruin en geërodeerd worden. 

## Verspreiding
De Nieuw-Zeelandse zeepok komt van oorsprong uit Nieuw-Zeeland en het zuidelijk deel van Australië en werd tijdens de Tweede Wereldoorlog voor het eerst gezien in Britse wateren, in de haven van Chichester. Sindsdien wordt deze (in potentie invasieve) zeepok gevonden aan de Atlantische kusten van Europa van Duitsland tot Gibraltar. Zijn leefomgeving betreft alle niveaus van de kust, maar de soort komt vaker voor halverwege de kust en kan zich uitstrekken tot ondiep sublitoraal. Het hecht zich aan een grote verscheidenheid aan substraten, waaronder rotsen, stenen, schelpen, andere schaaldieren en kunstmatige constructies, waaronder schepen. Het is toleranter voor troebelheid en verminderd zoutgehalte dan de gewone zeepok (Semibalanus balanoides) en Chthamalus-soorten en wordt aangetroffen in estuaria en op open kusten waar de blootstelling aan golven beperkt is.